# Habitacions prehistòriques de Llucamet - Ses Cases
Les habitacions prehistòriques de Llucamet - Ses Cases és un jaciment arqueològic prehistòric situat al costat de les cases de la possessió de Llucamet, al municipi de Llucmajor, Mallorca.
En aquest jaciment hom hi troba restes de construccions talaiòtiques conservades a nivell de planta. Es tracta d'un jaciment bastant extens amb estructures molt arrasades i, llevat d'algunes filades de fàcil identificació, la resta es presenta esbaldregat i desfet en pedra petita. Al nord i a l'est el jaciment s'adossa a dues tanques que es conreen darrere les quals no s'ha documentat cap estructura. Però sí al sud darrere d'un tancament de marès i reixa.